# Lorem ipsum

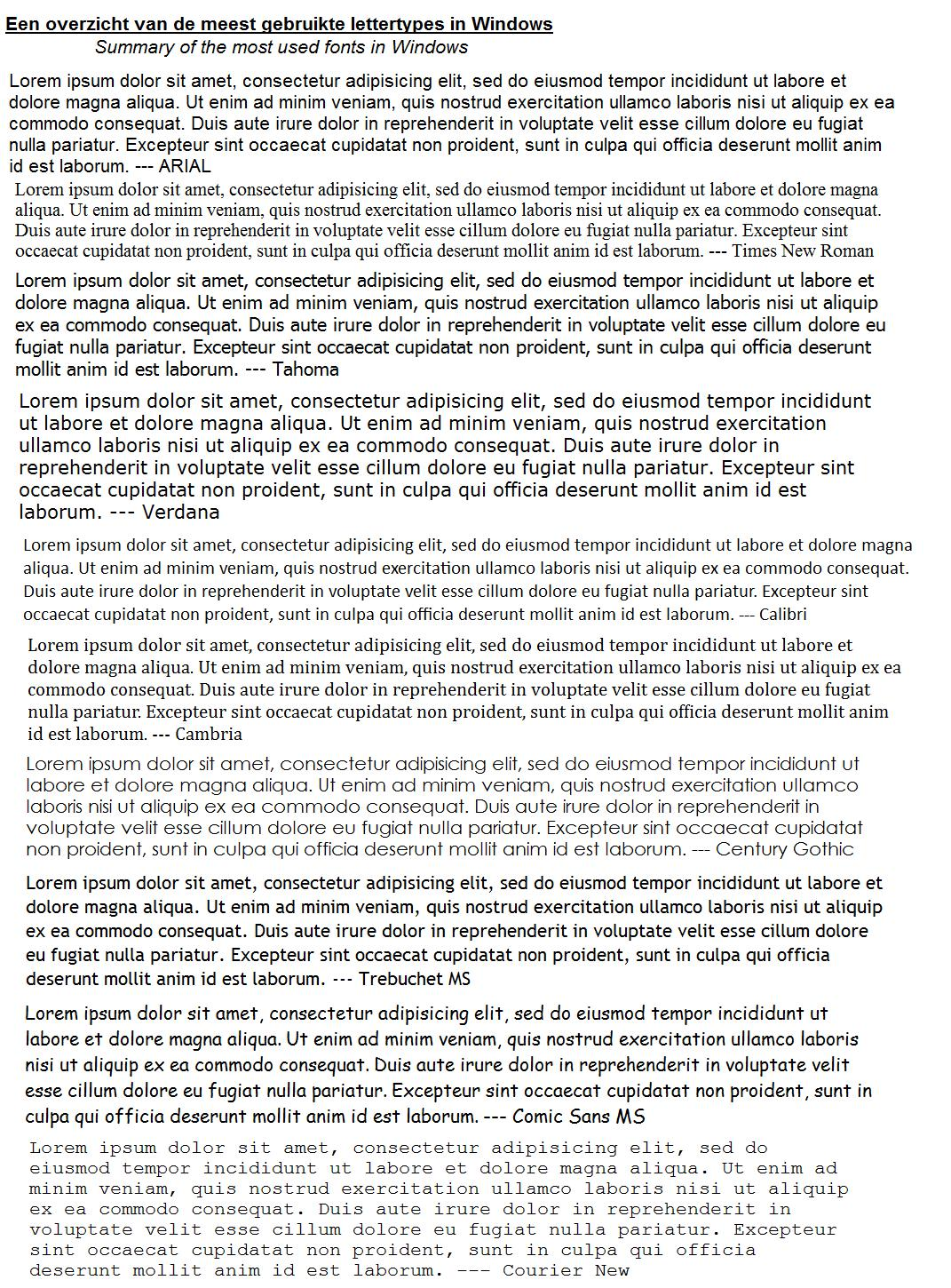
Een overzicht van de meest gebruikte lettertypes in Windows, waarbij gebruik wordt gemaakt van Lorem Ipsum

Lorem ipsum is een opvultekst die drukkers, zetters, grafisch ontwerpers en dergelijken gebruiken om te kijken hoe een opmaak er grafisch uitziet. De eerste woorden van de tekst luiden doorgaans

Lorem ipsum dolor sit amet, consectetur adipiscing elit ...

De reden waarom die tekst gebruikt wordt, is dat bij een leesbare tekst de lezer afgeleid zou worden door de inhoud, terwijl het alleen om de vormgeving gaat. Bovendien heeft het Lorem ipsum een redelijk normale afwisseling van de verschillende letters en korte en lange woorden, waardoor het beter bruikbaar is dan bijvoorbeeld

Dit is een voorbeeldtekst. Dit is een voorbeeldtekst. Dit is een voorbeeldtekst, ...

## Oorsprong
De woorden van het Lorem ipsum vinden hun oorsprong in De finibus bonorum et malorum (Over de grenzen van goed en kwaad) van Marcus Tullius Cicero uit 45 v. Chr.. In alinea 1.10.32 van dit boek staat de volgende zinsnede:
[32] ..., neque porro quisquam est, qui dolorem ipsum, quia dolor sit, amet, consectetur, adipisci velit, sed quia non numquam eius modi tempora incidunt, ut labore et dolore magnam aliquam quaerat voluptatem.
Lorem ipsum is een deel van dolorem ipsum, wat "pijn zelf" betekent. In de Loeb Classical Library editie van De Finibus uit 1914 eindigt de tekst op pagina 34 met "Neque porro quisquam est qui do-" en start op pagina 36 met "lorem ipsum". Dat suggereert dat de laatste pagina daarvan het begin van de opvultekst is. Richard McClintock, van Hampden-Sydney College, is diegene die de bron achter deze opvultekst ontdekte.

## Huidig gebruik
Het Lorem ipsum is voornamelijk bekend omdat (een versie van) de tekst in verschillende grafische programma's of tekstverwerkers is ingebed. Van deze tekst bestaan talloze varianten, die enkel de eerste zinsnede of de opzet ervan gemeen hebben.